# Academia de Nuestra Señora de Lourdes
La Academia de Nuestra Señora de Lourdes (en inglés: Our Lady of Lourdes Academy) es una escuela secundaria católica para niñas
Dirigida por las hermanas del Inmaculado Corazón de María, su directora actual es la Hermana Kathryn Donze.

## Ubicación
Ubicada en la ciudad de Miami, Florida, al sur de Estados Unidos, pertenece a la archidiócesis católica de Miami.

## Trayectoria
La institución fue fundada en 1963 y cuenta con una larga tradición en asuntos académicos y deportivos.
La academia de Nuestra Señora de Lourdes Lourdes seleccionada como una de los 50 principales secundarias católicas en los EE. UU. por la lista de la lista de la Catholic High School de 2006.
La escuela ha sido clasificada como Blue Ribbon School of Excellence.
La escuela hermana de Lourdes es la Christopher Columbus High Schooll